# بيتر نيلسون (لاعب اتحاد الرغبي)
بيتر نيلسون (بالإنجليزية: Peter Nelson) هو لاعب اتحاد الرغبي بريطاني، ولد في 5 أكتوبر 1992 في دانغنون ‏ في المملكة المتحدة.